# Unik FK
Unik FK, Uppsala-Näs IK Fotbollsklubb, är fotbollssektionen inom Uppsala-Näs IK från sydvästra Uppsala i Uppsala län. Föreningen bildades 1947 vid Södergård i dåvarande Uppsala-Näs landskommun av ett gäng tonårsgrabbar som ville börja spela fotboll organiserat. Föreningen har sin hemvist i Valsätra men upptagningsområdet sträcker sig även till Gottsunda och Norby. Valsätraklubben klättrade kvickt i seriesystemet under ett par år: från division 6 2008, division 5 2009 och serieseger i division 4 2010 sju poäng före Upsala IF. Säsongerna 2011-2014 spelade klubben i division 3. Debutsäsongen slutade med en åttonde plats och nytt kontrakt med knapp marginal, vilket följdes av en sjundeplats 2012 och en sjätteplats 2013. Säsongen 2014 slutade dock med blott sex inspelade poäng och Unik återfinns därför i division 4 2015.